# Estación Montgomery
La estación Montgomery es una estación subterránea del sistema del metro de Bruselas, la primera estación en el ramal este de la línea 1 (antiguamente conocida como 1B). La estación también da servicio a las líneas 7 y 25 de tranvía como estación de paso (en subterráneo), y a las 39 y 44 como estación de término en un túnel; por otro lado, la línea 81 de tranvía en la calle y varios autobuses paran a nivel de suelo cuyos números son 27, 61 y 80.
La estación de metro abrió el 30 de enero de 1975 y fue nombrada por la rotonda situada sobre ella (Square Maréchal Montgomery / Maarschalk Montgomeryplein), que fue nombrada por Bernard Law Montgomery, y se localiza en la municipalidad belga de Woluwe-Saint-Pierre. 
La entrada de los tranvías se realiza desde la Rue du Duc, y salen hacia la Avenue de Tervueren. Los muros de la estación están ilustrados por un enorme fresco de Jean-Michel Folon llamado "Magic City" (Ciudad mágica).
- Datos: Q2169736
- Multimedia: Montgomery metro station / Q2169736